# 藤原忠方
藤原 忠方（ふじわら の ただかた）は、平安時代前期の貴族。藤原北家、右大臣・藤原良相の子。官位は従五位上・大蔵大輔。

## 経歴
式部少丞を経て、右大臣であった父・良相が没して約3ヶ月後の貞観10年（868年）正月に正六位下から二階の昇叙を受けて従五位下に叙爵。翌貞観11年（869年）兵部少輔に任ぜられるが、貞観12年（870年）には早くも伊予介として地方官に転じた。
従五位上・大学頭に叙任された後、元慶2年（878年）大蔵大輔に任ぜられている。
日蓮を出した池上家の由緒に記されている、藤原忠平の三男で天慶3年（940年）に発生した平将門の乱鎮圧のために武蔵国千束池の上に下向して地名に因んで池上姓を名乗ったとされる池上忠方に比定する説もあるが、年代的には合わない。

## 人物
才能と品行を称えられ、最も隷書に優れていたという。

## 官歴
『日本三代実録』による。
- 時期不詳：正六位下。式部少丞
- 貞観10年（868年） 正月7日：従五位下
- 貞観11年（869年） 正月13日：兵部少輔
- 貞観12年（870年） 正月25日：伊予介
- 時期不詳：従五位上。大学頭
- 元慶2年（878年） 8月14日：大蔵大輔
- 時期不詳：阿波権守[2]